# Thaumasia velox
Thaumasia velox är en spindelart som beskrevs av Simon 1898. Thaumasia velox ingår i släktet Thaumasia och familjen vårdnätsspindlar. Inga underarter finns listade i Catalogue of Life.